# ザック・ラビーン
ザッカリー・トーマス・ラビーン（Zachary Thomas LaVine, [ləˈviːn] lə-VEEN; 1995年3月10日 - ）は、アメリカ合衆国ワシントン州レントン出身のプロバスケットボール選手。NBAのサクラメント・キングスに所属している。ポジションはシューティングガードまたはスモールフォワード。

## 経歴

### 生い立ち～UCLA
アメリカンフットボール選手だった父とソフトボール選手だった母との間に生まれたラヴィーンは、高校時代はワシントン州の "ミスター・バスケットボール" として鳴らした。大学は地元のワシントン大学からのリクルートがあったもののUCLAに進学し、カイル・アンダーソンなどとプレーした。

### ミネソタ・ティンバーウルブズ
大学では1年間プレーしただけで2014年のNBAドラフトにアーリーエントリーを表明。13位でミネソタ・ティンバーウルブズから指名された。
2014年12月6日のサンアントニオ・スパーズ戦で、22得点、10アシストの"ダブル・ダブル"を達成。2015年のNBAオールスターゲームのウィークエンド期間中のスラムダンクコンテストでは、豪快な演技を見せつけ、見事に優勝した。更に翌年のライジング・スターズ・チャレンジでは、両チーム最多の30得点を記録し、MVPに選出され、スラムダンクコンテストも連覇を達成した。
2016年11月9日のオーランド・マジック戦では、自己最多の37得点を記録した。しかし、2017年2月3日のデトロイト・ピストンズ戦で左膝の前十字靭帯を断裂する重傷を負い、手術の為に2016-17シーズン残り全試合を欠場することになった。

### シカゴ・ブルズ
2017年のNBAドラフト開催日、シカゴ・ブルズとの間でジミー・バトラーを含む大型トレードが遂行され、クリス・ダンとティンバーウルブズが7位で指名したラウリ・マルカネンの交渉権との交換でブルズに移籍した。
2018年1月13日に行われたデトロイト・ピストンズ戦で約11ヶ月振りに怪我から復帰した。この試合でラヴィーンは14得点を記録し、チームの勝利に貢献した。2018-2019シーズンオフに制限付きFAとなり、サクラメント・キングスが提示した4年総額7,800万ドルのオファーシートにサインしたが、後日ブルズが同額の条件を提示したためブルズ残留が決まった。
2019年11月23日に行われたシャーロット・ホーネッツ戦において、4Q残り3秒から決めた逆転のシュートを含め、合計13本のスリーポイントシュートを沈めて自身のキャリアハイ得点を49点に更新した（試合は116-115で勝利）。
2021年2月10日のニューオーリンズ・ペリカンズ戦にて、9本の3ポイント成功を含むシーズンハイの46得点を記録し、129-116で勝利した。平均得点とシュート成効率がキャリアハイとなった今シーズンは活躍が認められ、2021年2月24日に自身初のNBAオールスターゲームのリザーブに選出された。ブルズの選手がオールスターに選出されるのは2017年のジミー・バトラー以来である。
2021-22シーズンの2021年11月19日、デンバー・ナゲッツとのアウェー戦でシーズンハイの36得点を記録し、114-108で勝利した。オフの2022年7月9日にブルズと5年総額2億1,500万ドルのマックス契約を結んだ。

### サクラメント・キングス
2025年2月3日にブルズ、サクラメント・キングス、サンアントニオ・スパーズの3チーム間によるトレードで、シディ・シソッコ、3本のドラフト1巡目指名権と共にキングスへ移籍した。

## プレースタイル
歴代のスラムダンクコンテスト優勝者と比べても突出したパフォーマンスができ、試合中でも速攻などの機会にはすかさず観客を沸かせる。しかしながら、スラムダンクコンテストのイメージとは裏腹に、NBAトレンドとなりつつあるキャッチアンドリリースとプルアップジャンパー両方が得意なコンボガードである。そのため、オフェンスに関しては短時間での得点量産を見込める。

## 個人成績

### NBA

#### レギュラーシーズン
| シーズン     | チーム       | GP  | GS  | MPG  | FG%  | 3P%  | FT%  | RPG | APG | SPG | BPG | PPG  |
| ------------ | ------------ | --- | --- | ---- | ---- | ---- | ---- | --- | --- | --- | --- | ---- |
| 2014–15      | MIN          | 77  | 40  | 24.7 | .422 | .341 | .842 | 2.8 | 3.6 | .7  | .1  | 10.1 |
| 2015–16      | MIN          | 82  | 33  | 28.0 | .452 | .389 | .793 | 2.8 | 3.1 | .8  | .2  | 14.0 |
| 2016–17      | MIN          | 47  | 47  | 37.2 | .459 | .387 | .836 | 3.4 | 3.0 | .9  | .2  | 18.9 |
| 2017–18      | CHI          | 24  | 24  | 27.3 | .383 | .341 | .813 | 3.9 | 3.0 | 1.0 | .2  | 16.7 |
| 2018–19      | CHI          | 63  | 62  | 34.5 | .467 | .374 | .832 | 4.7 | 4.5 | 1.0 | .4  | 23.7 |
| 2019–20      | CHI          | 60  | 60  | 34.8 | .450 | .380 | .802 | 4.8 | 4.2 | 1.5 | .5  | 25.5 |
| 2020–21      | CHI          | 58  | 58  | 35.1 | .507 | .419 | .849 | 5.0 | 4.9 | .8  | .5  | 27.4 |
| 2021–22      | CHI          | 67  | 67  | 34.7 | .476 | .389 | .853 | 4.6 | 4.5 | .6  | .3  | 24.4 |
| 2022–23      | CHI          | 77  | 77  | 35.9 | .485 | .375 | .848 | 4.5 | 4.2 | .9  | .2  | 24.8 |
| 2023–24      | CHI          | 25  | 23  | 34.9 | .452 | .349 | .854 | 5.2 | 3.9 | .8  | .3  | 19.5 |
| 2024–25      | CHI          | 42  | 42  | 34.1 | .511 | .446 | .797 | 4.8 | 4.5 | .9  | .2  | 24.0 |
| 2024–25      | SAC          | 32  | 32  | 36.6 | .511 | .446 | .874 | 3.5 | 3.8 | .6  | .1  | 22.4 |
| 通算         | 通算         | 654 | 565 | 32.8 | .470 | .391 | .833 | 4.1 | 4.0 | .9  | .3  | 20.8 |
| オールスター | オールスター | 2   | 0   | 19.5 | .588 | .400 | .500 | 3.5 | 3.0 | 1.5 | .0  | 12.5 |

#### プレーオフ
| シーズン | チーム | GP | GS | MPG  | FG%  | 3P%  | FT%  | RPG | APG | SPG | BPG | PPG  |
| -------- | ------ | -- | -- | ---- | ---- | ---- | ---- | --- | --- | --- | --- | ---- |
| 2022     | CHI    | 4  | 4  | 38.3 | .429 | .375 | .933 | 5.3 | 6.0 | .8  | .3  | 19.3 |
| 通算     | 通算   | 4  | 4  | 38.3 | .429 | .375 | .933 | 5.3 | 6.0 | .8  | .3  | 19.3 |

### カレッジ
| シーズン | チーム | GP | GS | MPG  | FG%  | 3P%  | FT%  | RPG | APG | SPG | BPG | PPG |
| -------- | ------ | -- | -- | ---- | ---- | ---- | ---- | --- | --- | --- | --- | --- |
| 2013-14  | UCLA   | 37 | 1  | 24.4 | .441 | .375 | .691 | 2.5 | 1.8 | .9  | .2  | 9.4 |